# Víctor Delfín
Víctor Delfín (Lobitos, 20 de diciembre de 1927) es un escultor, pintor y artesano peruano.

## Biografía

### Infancia
Nació el 20 de diciembre de 1927, Víctor fue el menor de ocho hijos en una familia; su madre, Santos Ramírez Puescas, indígena de Sechura, y su padre, Ruperto Delfín, que trabajaba en la Petrolera de Lobitos, un pueblo de pescadores. Su única hermana mujer, Elvira, fue también como una madre mientras crecía observando y ayudando a su padre a enderezar las villas de acero que se estropeaban durante le perforación de los pozos petroleros.

### Educación
A los 19 años comienza sus estudios en la Escuela de Arte en Lima. Su buen rendimiento le dio acceso a una beca que cubría todos su gastos por un año electivo. Trabaja como ayudante en construcción, y al terminar el tercer año lectivo, Alejandro González Trujillo, pintor indigenista conocido por el seudónimo APU-Rimak, le encargó la curaduría de la exposición anual que se hacía en la Escuela de Artes. Factores económicos interrumpen sus estudios, y decide trasladarse a Tingo María para dedicarse a la agricultura y adentrarse a la selva peruana. La experiencia ganada lo motiva a continuar con sus estudios en 1956 y egresa en 1958.
En 1957 participa en el concurso con su obra Homenaje al obrero de construcción civil y obtiene el Premio Municipal de Pintura Ignacio Merino, y con el dinero que recibe su primera intención es irse a vivir a Europa, pero Alejandro González lo invita a buscar sus raíces en el arte.

### Director de las escuelas de arte
En 1959 es nombrado director de la Escuela de Bellas Artes de Puno y la de Ayacucho. Después de un breve período como profesor de arte en Providencia y Las Condes, Chile. Al poco tiempo regresa a Lima, para establer su taller en Barranco en 1965, gracias al apoyo de su amigo "Antuco" (Antonio) a cambio de lecciones de pintura. También demuestra su interés por la artesanía y en 1967 es galardonado con el Primer Premio en la categoría de arte popular contemporáneo en la Bienal de Arte Popular de Lima.

### Presidente de la Comisión Nacional de Cultura
En 2001, durante el Gobierno del Presidente Alejandro Toledo, fue nombrado Presidente de la recién formada Comisión Nacional de Cultura, creada por Decreto Supremo n.º 099-2001-PCM como Comisión de Alto nivel dependiente de la Presidencia de la República y que tuvo como finalidad elaborar una propuesta de Política Cultural del país considerando tres ámbitos fundamentales: Patrimonio Cultural, Ciencia y Tecnología y Creación Cultural para ser impulsada y ejecutada desde el Estado mediante las instancias pertinentes.  La Comisión Nacional de Cultura fue un antecedente importante para lograr la creación del Ministerio de Cultura del Perú.

## Otras participaciones
Delfín participó con el colectivo La Resistencia (no confundir con el grupo ultraconservador de los siguientes años) en la instalación de un mural para concientizar las acusaciones de corrupción durante el gobierno de Alberto Fujimori.